# 佘惠
佘惠(1897年6月—1932年)，字爱生，生于湖南省慈利县甘堰平溪峪。中国共产党早期人物，苏区肃反时被处决。1945年，中共七大追认为革命烈士。

## 生平
1912年考进慈利中学，和袁任远同学。1914年入湖南师范学校。1921年入上海持志大学。1926年，加入中国共产党，受党组织委派，任中国国民党南昌市党部秘书。
1927年参加南昌起义。 1929年在广西警备第四大队任政治部主任。11月5日参加创办《右江日报》，为报刊编辑和主要撰稿人。12月参加百色起义，任红七军政治部秘书处长。
1930年随红七军征战隆安、平马、武篆等地。4月穿越苗境，参加攻占榕江的战斗。6月在右江根据地开展土地革命。12月担任第十九师五十五团政委。
1931年邓小平离队后代理红七军党务工作。7月被新上任的红七军政委葛耀山错误地打成“改组派”。1932年春，被错杀。

## 名言
1929年9月在陈豪人的推荐下为反蒋的俞作柏、李明瑞起草讨蒋通电。电文第一句写到：“夫蒋介石，沪上一流氓尔。”成经典名骂。